# Bossee
Der Bossee ist ein See im Kreis Rendsburg-Eckernförde in Schleswig-Holstein zwischen den Ortschaften Felde und Westensee. Der See ist ca. 32 ha groß und bis zu 5,7 m tief. Er ist mit dem Westensee verbunden. Auf einer kleinen Halbinsel am südlichen Ende des Sees finden sich Reste der Läkeburg, einer alten Fluchtburg. Vor dem Bau von Eider-Kanal bzw. Nord-Ostsee-Kanal befand sich die Burg auf einer Insel, der Bau des Kanals senkte den Wasserspiegel um 80 cm.
Am Bossee gibt es eine Badestelle. Das Gewässer ist Vereinsgewässer des Angelvereins SFV Petri Heil Kiel e. V.
Der Name leitet sich entweder von mndd. *bōd für 'stumm, taub' ab oder von mndd. bōte für 'Bündel Flachs'.